# Эль Кампин
Стадион Немесио Камачо Эль Кампин, либо просто Эль Кампин (исп. Estadio Nemesio Camacho El Campín) — один из важнейших стадионов Колумбии, расположенный в столице страны, Боготе. На стадионе проходят домашние матчи клубы «Мильонариос» и «Санта-Фе», которые относятся к традиционно одним из самых популярных клубов страны. Третья команда города, «Ла Экидад», также иногда выступает на этой арене. Кроме того, ряд клубов из других городов, чьи стадионы не удовлетворяют требованиям КОНМЕБОЛ, используют Эль Кампин в качестве домашней арены в международных турнирах. Так, именно здесь «Атлетико Насьональ» из Медельина завоевал первый для Колумбии Кубок Либертадорес в 1989 году. Периодически на этом стадионе выступает сборная Колумбии.

## История
Стадион был построен в 1938 году, его появление было приурочено к Боливарианским играм, прошедшим в столице Колумбии в том же году. Идея строительства принадлежит политику Хорхе Эльесеру Гайтану (мэру Боготы в 1936—1937 гг.), когда в 1934 году он предложил возвести национальный стадион в честь 400-летия основания Боготы и провести там Боливарианские игры. Идею поддержал сын адвоката, политика и бизнесмена Немесио Камачо, Луис Камачо Матис, который тогда был членом Сената (Верхней палаты) Конгресса Колумбии. Камачо добился выделения места под строительство арены и больших субсидий. Впоследствии стадиону было дано имя его отца, Немесио Камачо, умершего в 1929 году. Более популярное название, Эль Кампин — это производное от английского слова «Кемпинг», поскольку на этих землях действительно в прошлом устраивали летние лагеря отдыха.
В матче открытия 10 августа 1938 года сборная Колумбии уступила со счётом 1:2 Эквадору. «Мильонариос» сразу же стал выступать на этой арене, в то время как «Индепендьенте Санта-Фе» до 1951 года выступал на старой городской арене Ла Мерсед.
Эль Кампин принимал множество финалов международных турниров. В 1975 году сборная Колумбии, уступившая в финале Кубка Америки сборной Перу, провела здесь свой домашний финальный матч. В 2001 году на этой арене колумбийцы в финале уже полноценного домашнего Кубка Америки обыграли сборную Мексики 1:0 и впервые стали чемпионами континента.
Помимо знаменитой победы «Атлетико Насьоналя» в Кубке Либертадорес в 1989 году, стадион также выбирали в качестве домашнего в главном южноамериканском клубном турнире следующие команды: «Депортес Толима» (Ибаге) в 1982, «Америка Кали» в 2000, «Бояка Чико» в 2008, «Индепендьенте Медельин» в 2010. Также здесь домашние матчи проводил столичный «Ла Экидад» в Клаусуре 2007 и Апертуре 2010.
Стадион Немесио Камачо несколько раз реконструировался и обновлялся. К 1948 году, когда начали проводиться розыгрыши чемпионата Колумбии по футболу, вместимость составляла 23,5 тысяч (хотя нередко трибуны были переполнены и на стадионе присутствовало свыше 25 тысяч зрителей). В связи с этим, к 1951 году вместимость была значительно увеличена — до 54 тысяч с возможным увеличением до 60 тысяч зрителей. В 1962 году на игру бразильского «Ботафого», в котором блистал Гарринча, пришло 62 тысячи зрителей. В конце 1990-х началась реконструкция и в 2001 году вместимость была сокращена до 47,1 тыс. зрителей (из-за новых требований к стадионам в Кубке Либертадорес).
После того, как было принято решение провести в Колумбии чемпионат мира по футболу для молодёжных сборных, в 2010—2011 гг. прошла очередная реконструкция, улучшилась инфраструктура и безопасность, но вместимость вновь снизилась до уровня в 36 343 зрителей.

## Финалы международных турниров
- Боливарианские игры 1938
- Панамериканские игры 1971
- Кубок Америки 1975 (финал по системе плей-офф)
- Кубок Либертадорес 1989
- Кубок КОНМЕБОЛ 1996
- Кубок Мерконорте 1999
- Кубок Мерконорте 2000
- Кубок Мерконорте 2001
- Кубок Америки 2001
- Чемпионат мира среди молодёжных команд 2011
- Южноамериканский кубок 2015

## Концерты
На стадионе Эль Кампин проводятся не только футбольные матчи, но и устраиваются разнообразные музыкальные концерты. Ниже представлены некоторые исполнители и группы, выступавшие на стадионе:
- 1973 —  Джеймс Браун
- 1988 —  Quiet Riot
- 1992 —  Глория Эстефан
- 1992 —  Guns N’ Roses
- 1994 —  Pet Shop Boys
- 1995 —  Bon Jovi и  Лучано Паваротти
- 1995 —  UB40,  Элтон Джон и  Шерил Кроу
- 1996 —  Пласидо Доминго
- 1996 —  Soda Stereo,  Карлос Сантана
- 1997 —  Фито Паэс,  Чарли Гарсия и  Мерседес Соса
- 1997 —  Селия Крус
- 1998 —  Эрос Рамаццотти
- 2000 —  Шакира
- 2001 —  Алехандро Санс
- 2003 —  Maná
- 2004 —  The Offspring
- 2004 —  Луис Мигель
- 2004 —  Chayanne
- 2004 —  Алехандро Санс
- 2004 —  Шон Пол y  Дон Омар
- 2005 —  The Black Eyed Peas и  Smash Mouth
- 2005 —  RBD
- 2012 —  Пол Маккартни
- 2012 —  Леди Гага
- 2013 — Джастин Бибер
- 2014 —  One Direction
- 2015 —  Foo Fighters
- 2015 — KISS
- 2016 — The Rolling Stones